# Gnophos autumnalis
Gnophos autumnalis là một loài bướm đêm trong họ Geometridae.